# Voskresenka, Novotroiițke
Voskresenka (în ucraineană Воскресенка) este o comună în raionul Novotroiițke, regiunea Herson, Ucraina, formată numai din satul de reședință.

## Demografie
Componența lingvistică a comunei Voskresenka
     Ucraineană (95,55%)
     Rusă (3,9%)
     Alte limbi (0,54%)
Conform recensământului din 2001, majoritatea populației comunei Voskresenka era vorbitoare de ucraineană (95,55%), existând în minoritate și vorbitori de rusă (3,9%).